# Kazahsztán történelme
Kazahsztán történelme több mint másfél millió éve kezdődött, már a Homo erectusok is éltek területén. A rézkorban az itt élő botaji kultúra háziasította a lovat és később itt alakult ki a lovasnomád életmód. Az i.e. 8. századtól a keleti szkíták, a szakák éltek területén, akiket időszámításunk kezdete után türk népek váltottak fel. Az i. sz. első évezred közepén megalakult első államuk, a Türk Kaganátus amely kisebb részekre esett szét. A 13. század elején a mongolok hódították meg Kazahsztánt, majd birodalmuk széthullása után 1465-ben jött létre a Kazah Kánság. A 17. század végén és a 18. század elején a kazahok keleti szomszédaikkal, a dzsungárokkal vívtak elkeseredett küzdelmet és vereségeik miatt a kánság három törzsszövetségre (zsüz) vált szét. A dzsungárok támadásai miatt ezek egymás után csatlakoztak az Orosz Birodalomhoz. A terület biztosítására az cár orosz telepeseket és kozákokat telepített Kazahsztánba, ami miatt több felkelés tört ki. A bolsevik forradalom után egy polgári (Alas autonómia) és egy baloldali irányultságú névleg független állam is létrejött, majd a Vörös Hadsereg győzelme után Kazahsztán előbb Kirgiz, majd Kazak autonóm köztársaságként csatlakozott a Szovjetunióhoz. Az önálló tagköztársasági státuszt 1936-ban nyerte el. A sztálini időszak alatt az ország sokat szenvedett, éhínségekben több millió kazah pusztult el, területére gulágokat, nukleáris kísérleti telepet és a titkos, nukleáris és biológiai fegyvereket fejlesztő központokat telepítettek. Kazahsztánban volt a Szovjetunió űrkikötője, Bajkonur. A Szovjetunió szétesése után Kazahsztán 1991 decemberében lett független, vezetője a Kazah Kommunista Párt volt főtitkára, Nurszultan Nazarbajev lett, aki a többi közép-ázsiai országhoz hasonlóan diktatúrát épített ki. Kazahsztán alapító tagja volt a Független Államok Közösségének, az Eurázsiai gazdasági közösségnek és tagja az Egységes gazdasági térségnek.

## Őstörténet
Kelet-Kazahsztánban az ember őskőkori nyomaira bukkantak. A Narim-hegység nyugati peremén, a Buhtarmai-víztározónál a régészek két paleolit korú lelőhelyet tártak fel, amelyek egy kb. 1,8 millió éves agyagrétegben feküdtek. A Mangislak-félszigeten fekvő Fort-Sevcsenko közelében két táborhelyet találtak; az egyikben talált eszközök az olduvai, a másik az acheuli kultúrának felel meg. A Karatau-hegységben, a Mugodzsár-dombságban és a Mangislak-félszigeten folyami kavicsokból és kovakőből pattintott 800 ezer- 1 millió éves kőeszközöket (szakócákat, kőbaltákat) ástak ki.
A Homo erectusokat idővel felváltották a neandervölgyi, majd a modern emberek.
Kb. 12 ezer évvel ezelőtt elkezdődött az éghajlat melegedése és véget ért az utolsó eljegesedés. Az ebből a korból származó számos táborhely tanúsága szerint elterjedt az íj használata, csónakokat építettek, csapdával vadásztak, bőrruhát varrtak és már háziasították a kutyát.
Az i. e. 5. évezredtől Kazahsztánba is elérkezett a neolitikus forradalom, elterjedt a növénytermesztés és állattenyésztés és megjelentek az első fémtárgyak (réz, arany, ólom). Az időszámításunk kezdetéig tartó időszakból mintegy 500 kazahsztáni lelőhely ismert (Karaungur-barlang, Szakszaulszkaja, Akeszpe, Kulandi táborhelyei). Jellemző kultúrák az észak-kazahsztáni atbaszari kultúra (i. e. 6–7. évezredtől az időszámítás kezdetéig), az Aral-tó melletti kelteminari kultúra (i. e. 4. évezred végétől i. e. 2. évezred kezdetéig) és az ajdaboli, mahandzsari, uszty-narimi kultúrák. A Kaszpi-tenger partján a Kuszkuduk-I lelőhelyen feltártak egy az i. e. 4–5. évezredtől az időszámítás kezdetéig lakott halásztelepülést, itt találták meg a legrégebbi kazahsztáni sírokat.
Az i. e. 3–4. évezredben jelennek meg először a rézeszközök. Összesen kb. olyan 100 települést tártak fel, amelyben bizonyítható a fémművesség megléte. Erre a korra jellemző a botaji kultúra, amely már bizonyítottan háziasította a lovat.

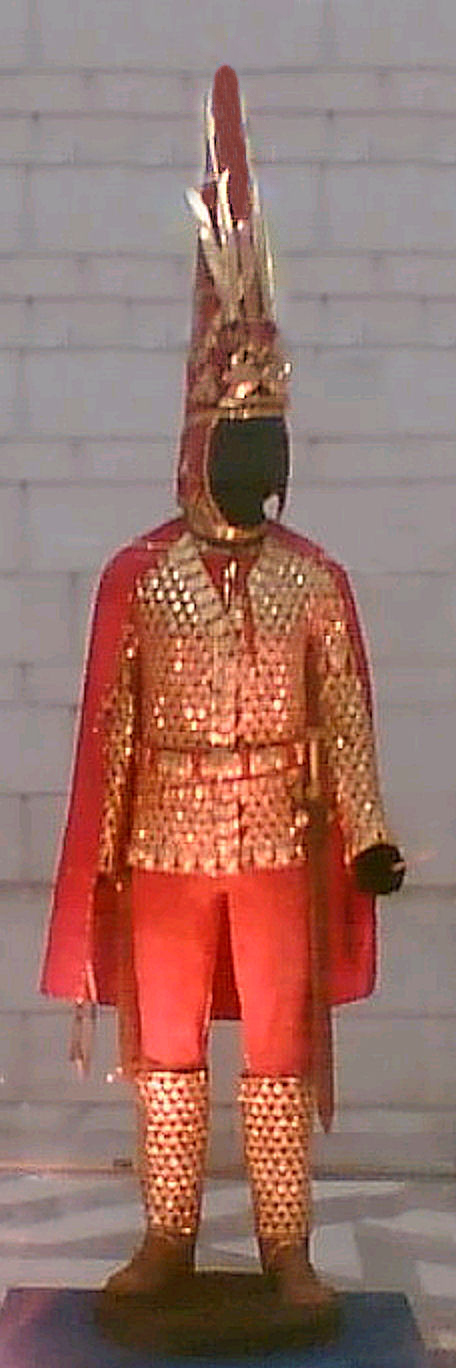
A szaka Aranyember páncélja

Az i.e. 2. évezredben megjelent a nomád állattenyésztés. A Kaszpi-tengertől keletre szinte az egész mai Kazahsztánban elterjedt a már bronzeszközöket használó andronovói kultúra és a kisebb területre lokalizált begazi-dandibaji kultúra. A leletekből ismerjük vallásuk egyes részleteit, az eget, a napot és a tüzet imádták és lovakat áldoztak. A korábban húsáért tartott lovat már meglovagolták. Háziasították a tevét.
Az i. e. 8. századtól kezdődően a mai Kazahsztán területét (és az egész eurázsiai sztyeppét a Kárpátoktól Mongóliáig) az a indogermán nyelvet beszélő, iráni nép uralta, amelyet a görögök szkítáknak, a perzsák szakáknak neveztek. Az ebben a régióban élő népek első írásos említése az i. e. 1. évezred közepéről származik: Hérodotosz a Históriában említi a szakákat, mint a perzsák szomszédait, akikkel sokat sokat harcolnak. I. e. 530-ban Nagy Kürosz a déli szakák (masszagéták) királynője, Tomürisz ellen vívott harcban esett el. I. e. 519-ben I. Dareiosz szintén képtelen volt győzni a harcias szakák ellenben. I. e. 327-ben Nagy Sándor győzedelmes hadjárata is megállt a Jaxartész (Szir-Darja) partján. Itt megalapította Alexandria Eszkhatét, a Legtávolabbi Alexandriát (ma Hodzsent) de nem merészkedett tovább a végtelen sztyeppére, hanem délnek, India felé fordult.
A szaka kultúra jelentős leleteit az Ili folyó völgyében Beszsatir (Öt Sátor) lelőhelyen és Almati mellett, az Isszik kurgán alatt találták meg. Utóbbi helyen az i.e. 5-6 században élt, az aranypáncélja miatt „Aranyembernek” nevezett fejedelmi személy sírját ásták ki a régészek. A szaka-szkíta művészet jellegzetessége az állatfigurák túlsúlya, ami az életmódjukra is utal. Döntően nomádok-félnomádok voltak, bár a Szir-Darja, a Csu és Talasz folyók völgyében növénytermesztéssel is foglalkoztak. A dél-altaji Pazirik kurgánban talált, i. e. 3-4. századból származó gyapjúszőnyeg mintázata és készítésének módja hasonló, mint amilyet a hagyományos kazah népművészetben is fellelhetünk.
Az i. e. 2–3. században az Altajtól délre és délkeletre fekvő területen protomongol és prototürk törzsekből létrejött a hsziungnuk népe, amely az i. sz. 2. században kettészakadt. Egy részük a Dzsungáriai Alatau hegységben telepedett meg (őket hívták a kínai források juebanoknak (gyenge hsziungnuknak); a többiek Kazahsztánból nyugat felé költöztek a Volga alsó folyásához, majd tovább a Don és a Duna völgyébe, ahol mint hunok megindították a népvándorlás korát.

## Kora középkor
A Kaszpi-tenger és az Altaj közötti területen az i.sz. 1. évezred közepe felé megjelentek az első nomád államalakulatok. AZ 556 és 603 között fennálló Türk Kaganátus megfelelő stabilitást biztosított ahhoz, hogy megerősödjön a kereskedelem.
A Kínát Európával összekötő selyemút áthaladt a Csu, Talasz és Szirdarja folyók mentén és az Aral-tó partján létrejött városokon: Csirik-Rabaton, Otraron, Szignakon, Iszpidzsabon, Tarazon és Balaszagunon. A régió ekkoriban kapta a Turkesztán (Türkország) nevet. A 7. század elején az állam keleti és nyugati kaganátusra esett szét. A keleti kagán az Altáj és a Bajkál térségét, a nyugati az Irtis-Volga közötti földeket uralta. Az utóbbiból később elkülönült a Kazár Kaganátus a Kaszpi-tengertől északra (650–969) és a Turgesi állam a Tien-Sanban (amely az iszlám elterjedésével átalakult a Karluk kaganátussá).
A 7-8. században a kínai Tang-dinasztia nyugati terjeszkedésbe kezdett Turkesztán felé. A közép-ázsiai sztyeppét illetően azonban az Abbászida Kalifátusnak is voltak tervei. A két nagyhatalom 751-ben a Talasz folyónál csapott össze és a csatában a kínaiak (a karlukok árulása miatt) vereséget szenvedtek. Az arabok elterjesztették az iszlámot; egyúttal a kínaiaktól származó papír hozzáférhetősége miatt általánossá vált az arab nyelvű írásbeliség. A türkök így elvesztették saját korábbi, rovásíráson alapuló írásbeliségüket és ősi vallásukat, a tengrizmust.
A bagdadi kalifátus nem tudta hatalmát kiterjeszteni a sztyeppére. A 9-10. században két újabb türk állam jött létre: keleten és délen a karahanidák, nyugaton pedig az oguzok. A karahanida állam a karluk kaganátust váltotta fel Turkesztánban és Transzoxániában, míg 1210-ben Alla-addín Muhammad horezmi sah meg nem döntötte. A későbbiekben a karluk nyelvből (a mongol időkben az ún. csagatáj nyelv) fejlődött ki az üzbég és az ujgur nyelv.
Az oguzok a mai Nyugat-Kazahsztán területén éltek és rendszeresen hadakoztak a kazárokkal, ami miatt szövetséget kötöttek a volgai bolgárokkal és a Kijevi Russzal. A 11. század közepén a megerősödött kunok kiszorították az oguzokat, akik délre vonultak és a Kaszpi-tenger partjainál a helyi népekkel keveredve a mai türkmének és azerbajdzsánok őseivé váltak; legerősebb törzsük, a szeldzsukok pedig Kisázsiában alapította meg a mai Törökország ősét.

## A mongol hódítás

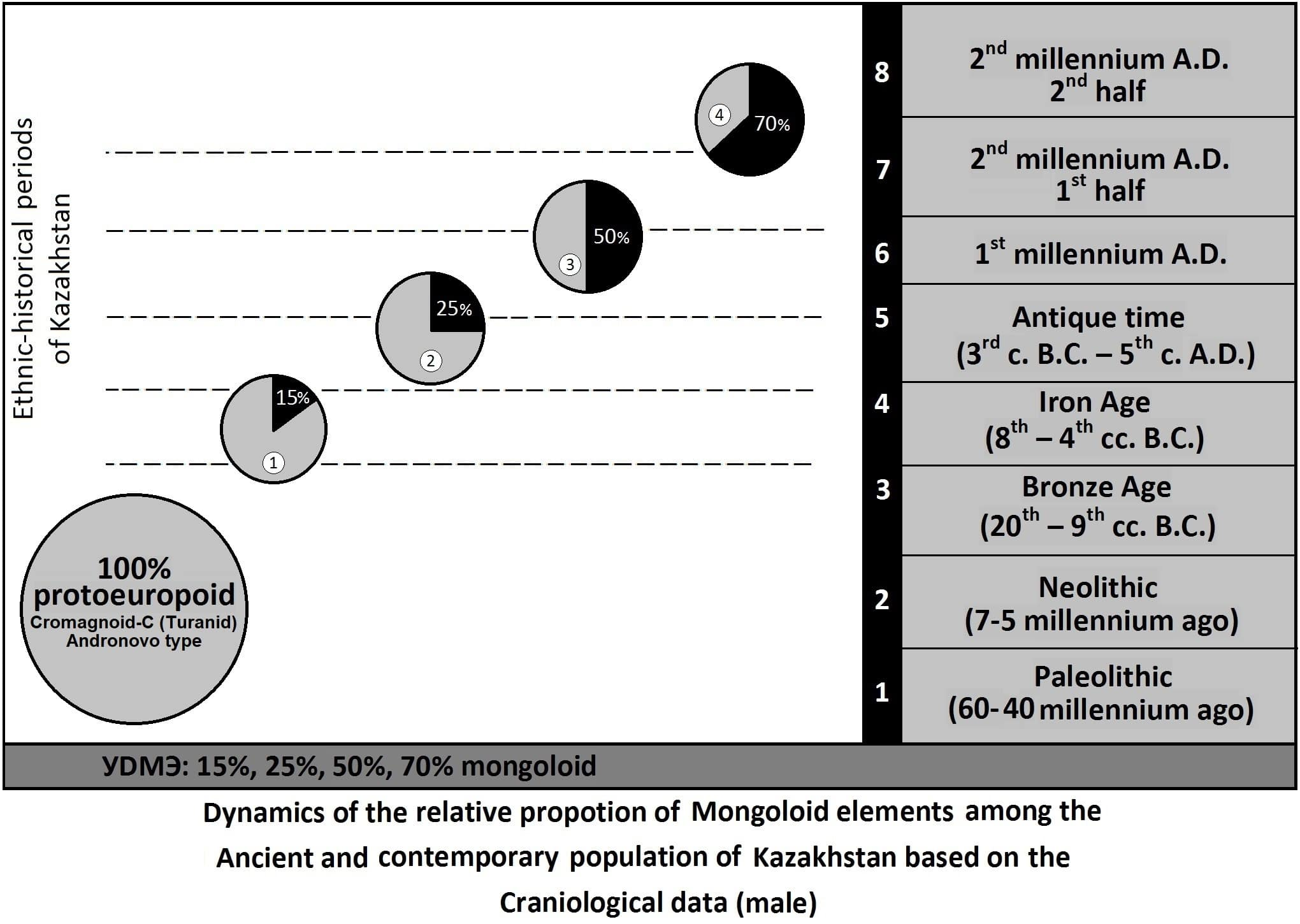
A mongoloid elemek térhódítása a kazahsztáni népességben

A mongolok 1218-ban kezdték közép-ázsiai és transzoxániai hadjáratukat. Hamarosan eljutottak a Szir-Darjáig és elpusztították Otrart, Szignakot és más városokat. A kazahsztáni nomád népek közül néhányan önként csatlakoztak hozzájuk, mások eleinte ellenálltak, majd meghódoltak nekik és jelentős részét tették ki annak a seregnek, amellyel Batu 1237-ben meghódította Kelet-Európát.
A türk sztyeppét Dzsingisz kán három fia között osztotta szét: a nyugati fele a Balhas-tótól a Volgáig a legidősebb Dzsocsinak jutott; Turkesztán és a Balhas és Iszik-köl közötti Zsetiszu régió Csagatájé,; a Zsetiszu északkeleti része, a Tarbagatáj-hegység, a Felső-Irtis és Nyugat-Mongólia pedig Ögödejé lett. Ezek a régiók (uluszok) hamarosan többé-kevésbé függetlenekké váltak; ez a folyamat 1227-es Dzsingisz halála után még inkább felerősödött és a Mongol Birodalom néhány évtized alatt széthullott. Dzsocsi ugyanebben az évben halt meg, uluszát középső fia, Batu örökölte.
Batu országrészéből lett az Arany Horda, amelyhez a volt kun szállásterület (Dest-i-Kipcsak) keleti felén kívül Hvárezm egy része, Nyugat-Szibéria és az 1237 után meghódított uráli és orosz területek tartoztak. Fővárosa a mai Asztrahán közelében fekvő Szaraj-Batu volt. Az Arany Horda számtalan népet és törzset foglalt magába, amelyek a gazdasági és politikai fejlődés különböző fokain álltak; vallásuk, nyelvük és kultúrájuk is eltért egymástól. A Horda népességének gerincét a nomád türk törzsek alkották; főleg a kunok, ezenkívül a kanglik, najmanok, kereitek, kongiratok stb. Rubroucki Vilmos pápai követ valamennyit tatárnak nevezte. A általa leírt törzsek, nemzetségek közül sok a mai napig létezik a kazahok között. A mongolok kisebbségben voltak a Hordán belül, a történészek becslése szerint a hadsereg ötödét tehették ki. A 13. század végére és a 14. században a mongolok gyakorlatilag teljesen eltürkösödtek, különösen azután, hogy Tamerlán 1391-ben megdöntötte Dzsingisz-kán leszármazottainak tényleges hatalmát.
A mongol hódítás tömeggyilkosságokkal járt együtt. Egész városok vagy falvak lakosságát irtották ki, lerombolták a palotákat és mecseteket, elpusztították a földek öntözőrendszereit. Kézművesek ezreit hurcolták el rabszolgának. A hódítással megtört a kunok és sok más nomád nép nemzetté válásának folyamata. A városi és a földműves életmód nagyon nehézzé vált.
Más részről, miután a régió a Mongol Birodalom részévé vált, a jól szervezett, erősen centralizált állam jogbiztonságot hozott a korábbi vérbosszúk és szokásbeli eltérések helyébe. Dzsingisz kán törvénykönyvének, a Jasszának egyes szabályai jóval a mongolok uralom után, a Kazah Kánság törvénykönyvében (Zseti Zsargi, „Hét törvény”) túléltek. A mongolok adminisztratív felosztása a korábbi törzsek helyett új államoknak és nemzeteknek szolgált csírájául. Bár a Dzsingisz-utódok néhány nemzedéken belül eltürkösödtek, leszármazottaik a társadalom felső rétegéhez tartoztak. Leghíresebb újkori képviselőjük  a neves történész, utazó és katonatiszt Csokan Valihanov (1835–1865).

## 14-15. század

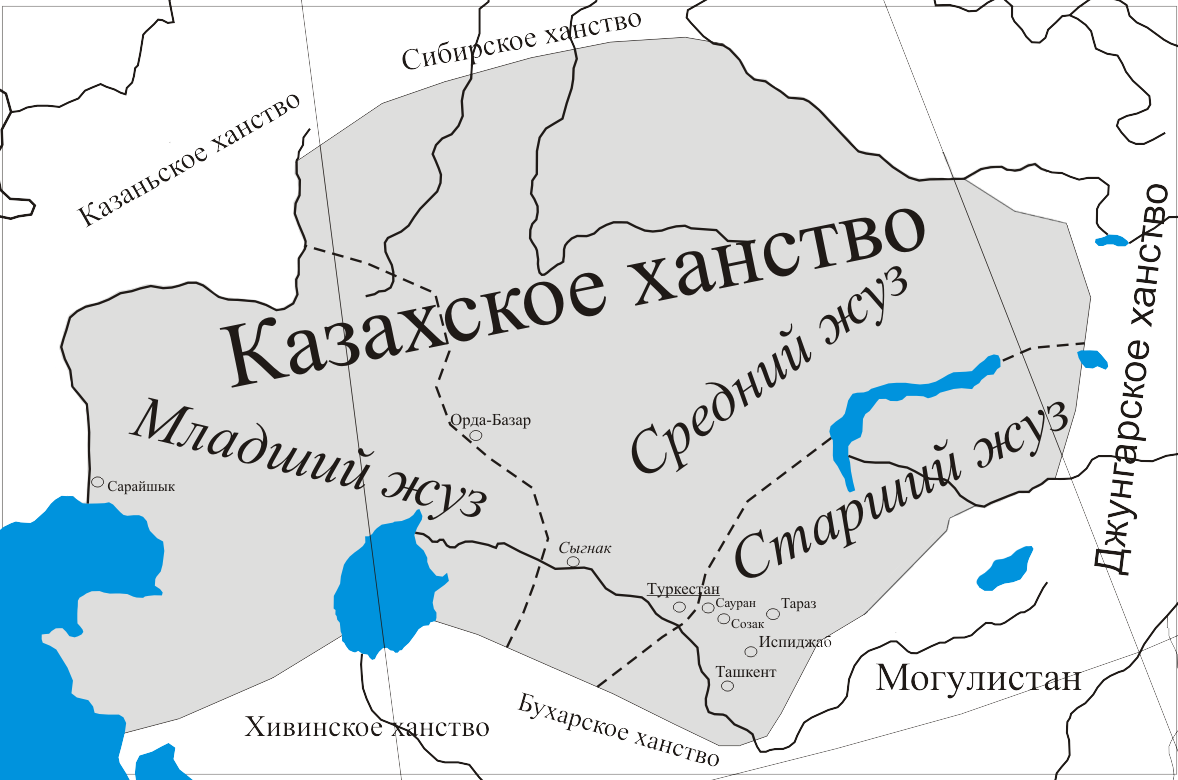
A Kazah Kánság

Miután Tamerlán 1391-ben megdöntötte az Arany Horda uralkodóházának hatalmát, az állam addigi két része, a nyugati Kék Horda és a keleti Fehér Horda (a perzsa történészek megnevezése szerint, mert az orosz krónikások fordítva említik őket, vagyis náluk a nyugati a Fehér Horda) szétváltak. A keleti Fehér Horda tovább bomlott, kivált belőle a Nogáj Horda (1440-ben) és a rövid életű Üzbég Kánság (1428–1468).
1458-ban Zsanibek és Kerej nemzetségfők Abu'l-Hajr üzbég kán elnyomó politikája miatt a Szir-Darjától átvonultak a Zsetiszura, a Balhas-tótól keletre. A terület ekkor Eszen-buga mogulisztáni kán uralma alá tartozott. 1465-ben megalapították a Kazah Kánságot; népük kazahoknak, szabad embereknek nevezte magát.
1468-ban Abu'l-Hajr meghalt és fia, Sajh-Hajdar lett a kán. Az üzbégek valamennyi ellensége (kazahok, nogájok, a Szibériai Kánság) egyesült ellene és röviddel később legyőzték és megölték. Az új kán Kerej lett, aki Zsanibeket társuralkodóvá fogadta és átadta neki a nyugati országrészt. Zsanibek meghódoltatta a nogájokat és fővárosául Szarajcsikot tette meg a Jajik folyó partján. Kerej halála utá Zsanibek lett az uralkodó, majd amikor ő 1480-ban meghalt, előbb Kerej fia Burindik (1480–1511), majd Zsanibek fia, Kászim (1511–1521) volt a kazahok vezetője.
Abu'l-Hajr unokája, Muhammad Sajbani 1499-ben a hozzá hű nemzetségekkel délre vonult és a Timurida állam bukása után sikerült elfoglalnia Transzoxániát. 1500-ban megalapította a Buharai Kánságot. Nomád népe elkeveredett a helyi letelepedett török nyelvű szartokkal és karlukokkal és végeredményben új nép jött létre, (amelynek a hódítók adták a nevét) az üzbégek.

## 15-16. század

A Kazah Kánság török elképzelés szerinti zászlaja

Kászim kánnak (1511–1521) sikerült meghódoltatnia a volt Arany Horda keleti felének nomád népeit és nyugaton a Nogáj Hordával, délen pedig Buharával hadakozva a kánság határait kiterjesztette az Irtistől az Urál folyóig. Még a nogájok fővárosát is elfoglalta. Az állam területét tovább gyarapította fia, Haknazar (1538-1580), aki elhódította Mogulisztántól Zsetiszut, a nogájoktól pedig Szari Arki felföldjét.
Kászim utóda, Eszim (1598–1628) elfoglalta Taskentet, amely később a Kazah Kánság fővárosául szolgált. Taskent kormányzója, Töle bi Alibekuli (1663–1756) a kazahok három nagy törvényhozó bejének egyike volt, aki számos új épületet emeltetett a városban és mauzóleuma ma Taskent egyik turistalátványossága.

## A kazah-dzsungár háború
1635-ben a Tien-San és az Altaj közötti Dzsungáriai-síkságon megalakult az nyugat-mongol dzsungárok (önmegnevezésük ojratok, kazah nevük kalmakok) új állama, a Dzsungár Kánság. A dzsungárok kezdettől fogva beterelték állataikat a kazahok legelőire így az ellenségeskedés szinte állandó volt. 1635-ben foglyul ejtették Zsangirt, Eszim kazah kán fiát, de annak sikerült megszöknie. Zsangir 1643-ban vett revansot, amikor 500 harcosával az Orbulak-folyónál rajtaütött a sokszoros (a hagyomány szerint százszoros) túlerőben lévő dzsungárokon és megfutamította őket.
1680 és 1684 között a dzsungár Galdan Bosogtu kán és utóda, Cevan Rabdan betört Turkesztánba, felégette Szajram városát és egészen Taskentig jutott. Az állandó ellenséges betörésekre hivatkozva Tauke kán megerősítette a központi hatalmat és új törvénykönyvet fogadtatott el a nemzetségfőkkel. 1708-ban létrehozta az első állami haderőt (ebben harcolt a kazahok egyik nemzeti hőse, Bogenbaj-batir), amely a kezdeti sikerek után többször vereséget szenvedett. 1718-ban a túlerőben lévő, tűzfegyverekkel felszerelt kazah hadsereg szégyenletes vereséget szenvedett az ajagozi csatában és ebben az évben Tauke is meghalt. A kazahok három nagy törzsszövetsége, a Nagy, Középső és Kis zsüz nem tudott megállapodni az új kán személyéről és a Kazah Kánság szétesett.
1723 és 1727 között a dzsungárok győzedelmes hadjáratot indítottak a megosztott kazahok ellen és elfoglalták fővárosaikat, Taskentet és Szajramot. A pusztító betörésekben becslések szerint egymillió kazah vesztette életét, 200 ezret pedig fogságba hurcoltak. A mindenüket elvesztett kazahok Szamarkandba és Buharába menekültek. 1727-ben meghalt Cevan Rabdan dzsungár kán és az utódlás miatt polgárháború tört ki. A kazahok így lélegzetvételnyi időhöz jutottak, hogy összegyűjtsék seregeiket és visszahódítsák elvesztett földjeiket. A Kis zsüz vezetője, Abulkair 1727–1730 között több sikeres csatát vezetett a dzsungárok ellen, 1729-ben pedig az anirakaji ütközetben döntő csapást mértek keleti szomszédaikra. A kazahoknak azonban továbbra sem volt közös hadseregük, a három zsüz egymástól függetlenül mobilizálta erejét. Ezzel szemben a dzsungárok létszámfölényben voltak és ekkorra a Johan Gustaf Renat hadmérnök vezette svéd és orosz hadifoglyaik segítségével ütőképes tüzérséget állítottak ki.

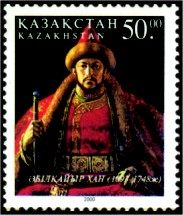
Abulkair kán egy kazah bélyegen

A kazahok az Orosz Birodalom védelmét kérték. Tauke kán már 1717-ben követséget küldött I. Péter cárhoz, hogy hajlandóak lennének elfogadni az orosz védnökséget ha nem kellene adót fizetniük és megtarthatnák a törvényeiket és a kán uralmát. A 18. század elején Oroszország gyors ütemben terjesztette ki hatalmát kelet felé, Szibériába és 1715–1720 között a dzsungár támadások ellenére kiépítettek az Irtis folyó mentén egy erődvonalat. Péter azonban ekkor a svédekkel vívott háborúban volt lekötve és a szibériai kormányzó, Matvej Gagarin úgy vélte, hogy a kazahok támogatása rájuk vonná a dzsungárok támadásait és veszélyeztetné az arany- és ezüstbányák működését.
1745-ben Galdan Ceren dzsungár kán halála után ismét belharc kezdődött, ráadásul Kína is háborút indított ellenük. A kínaiak ellen néha a kazahok is segítettek nekik, de ennek ellenére a Csing-dinasztia állama 1756-ban megdöntötte a Dzsungár Kánságot. Sok dzsungár meghalt a csatákban és a járványokban, egy részük az Alsó-Volgához, a rokon nép lakta Kalmük Kánságba menekült.

## Kazahsztán az Orosz Birodalomban
1730-ban a Kis zsüz vezetője, Abulkair, akit a másik két törzsszövetség még a győztes anrakaji csata után sem volt hajlandó kánként elismerni, követet küldött Anna cárnőhöz és a zsüz számára orosz védelmet kért. A cárnő ezúttal elfogadta Abulkair azon feltételét is, hogy annak utódai megtarthassák vezetői pozícióját és 1731-ben elküldte a tatár Kutlu-Mohammed Tevkelevet a szerződés megkötésére. 1734-ben a közép-kazahsztáni bejek és nemzetségfők egy része is az orosz protektorátus felé tett lépéseket és a cárnő kinyilvánította, hogy kész a Nagy zsüzt is befogadni a birodalomba. A feszült dzsungáriai viszony és Zsolbarisz oroszbarát vezér meggyilkolása után azonban a terv egyelőre lekerült a napirendről. 1735-ben megalapították Orenburgot, amely bázisként szolgált a kazah földekre irányuló politikai és kereskedelmi misszióknak. 1740-ben a városban összehívták a Kis zsüz és a még független Középső zsüz oroszbarát vezetőit és az utóbbiak (a zsüz északkeleti területei) csatlakoztak az Orosz Birodalomhoz. A Középső zsüz megmaradt részére és a Nagy zsüzra a 18. század végén a megerősödő Kokandi Kánság terjesztette ki uralmát. A Balhas-tavon túli Zsetiszu régió a nagyhatalmi vetélkedés színhelyévé vált, amelyre Kokandon kívül Kína és Oroszország is igényt tartott. A kínai-orosz határt csak 1860-ban véglegesítették, amikor Kína lemondott a kazah területekről és Kirgizisztán egy részéről.

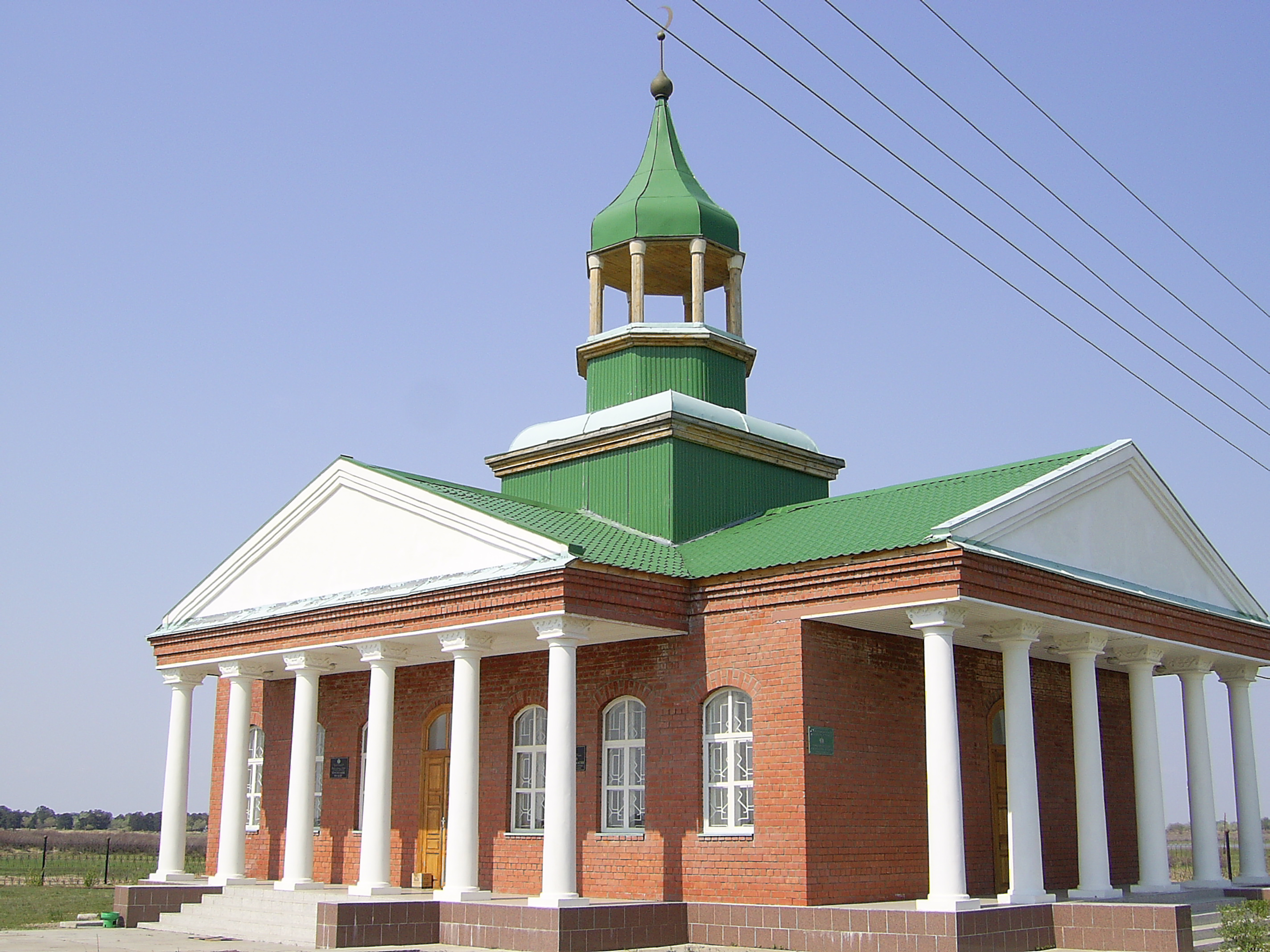
Mecset a Bökej Horda székhelyén

Az 1770-es években zajlott Pugacsov-felkelés utóhatásaként (melyben részt vett, igaz nem teljesen elkötelezetten, néhány kazah törzs is) II. Katalin megerősítette az Urálban és Szibériában a katonai jelenlétet és kozákokat telepített a térségbe. A kozákok és a helyi nomádok közötti súrlódások száma egyre nőtt, főleg a legelőhasználati jogok miatt; emellett a Kis zsüzben lehanyatlott a kán tekintélye. 1785-ben általános népgyűlést hívtak össze, amely nem Nurali kánt, hanem Szirim Datulit választotta vezetővé. Nurali Oroszországba menekült a kazahok között pedig egyre erősebbé váltak az oroszellenes érzelmek, amely kisebb összecsapásokká is fajult. A cár 1791-ben bejelentette, hogy visszaállítja a káni hatalmat, mire Datuli gyakorlatilag háborút indított az oroszok ellen. Megölte a kinevezett kánt, Eszimet és több betörést intézett a határvidékre. A lázadás 1797-ig tartott, amikor az orosz erők kiszorították Kazahsztánból és Datuli a Hívai Kánságba menekült, ahol ellenségei 1802-ben meggyilkolták.
1787-ben Nurali kán kisebbik fia, Bökej sikertelenül próbálta meg átvenni a hatalmat, ezután pedig Oroszországba menekült. A cár engedélyezte számára, hogy a Volga és az Ural folyók között 7500 családnyi híveivel együtt megalakítsa a Bökej Hordát (vagy Belső Hordát), egy vazallus nomád államot, amely 1845-ig állt fenn.
A mai Kazahsztán északnyugati részén, a Kaszpi-tengertől északra szökött parasztokból és egyéb menekültekből még a 16. században létrejött a Jaiki kozákok közössége. A Pugacsov-felkelésben való részvételük miatt átnevezték őket uráli kozákokra és betagolták őket a cári hadseregbe. Korábbi központjukat Jaickij gorodokot Uralszk névre keresztelték.

## 19. század – 20. század eleje
I. Sándor cár 1808-ban Omszk központtal létrehozta a szibériai kozák hadtestet. A betelepített kozákok fegyveres erővel lefoglalták maguknak a legjobb földeket és legelőket kiszorítva onnan az őslakosságot. 1818-ban a Nagy zsüz néhány nemzetsége orosz védelmet kért, majd a következő 30 év során hol önszántukból, hol nyomásgyakorlás hatására, a teljes Nagy zsüz Oroszország uralma alá került. 1822-ben a cár eltörölte a káni tisztséget valamennyi kazah zsüzben (kivéve a Bökej Hordát, ott 1845-ben). Korábban a kazah ügyeket a külügyminisztérium intézte és a kazah képviselőket követeknek nevezték.

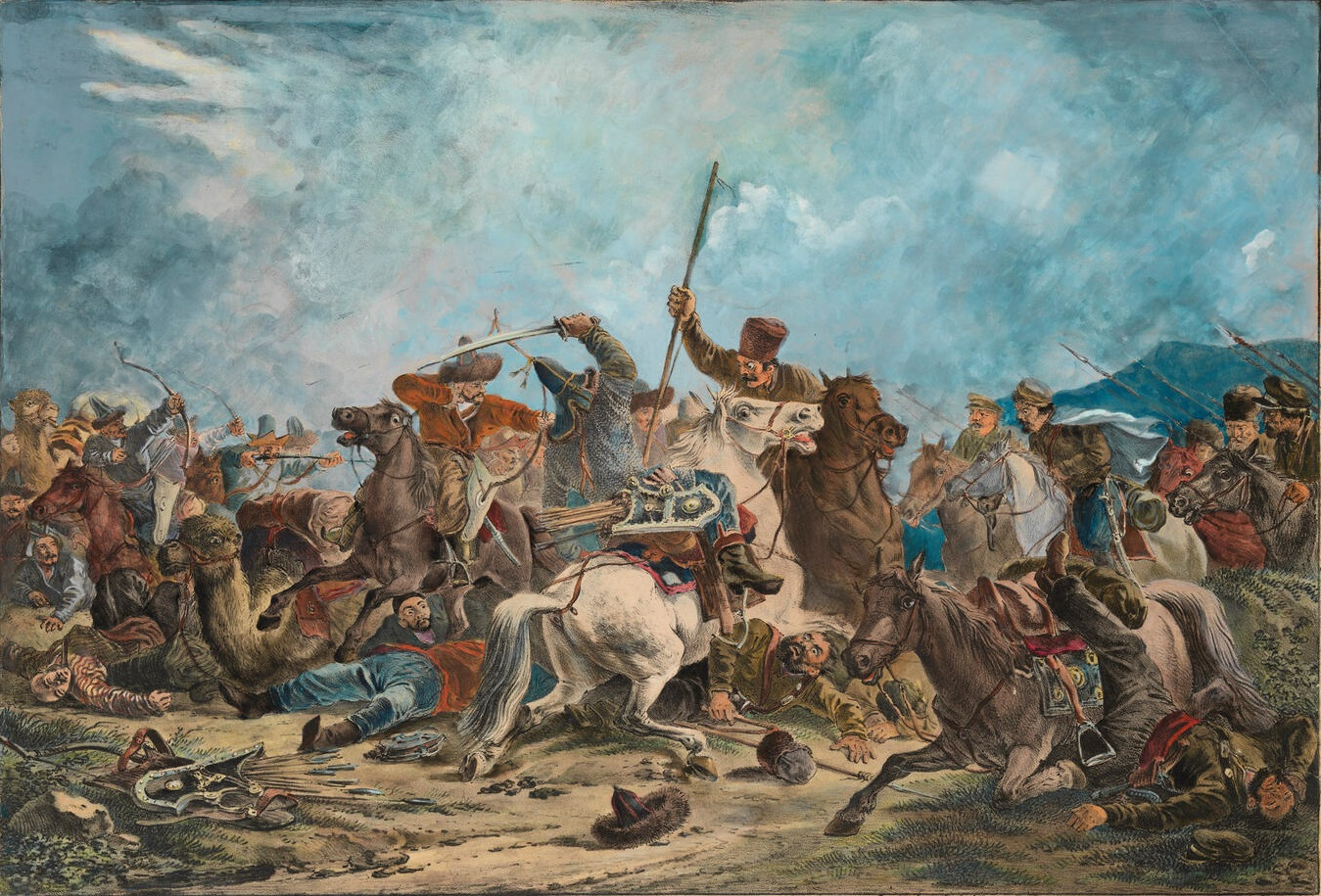
Kozákok és kirgizek harca (A cári oroszországban a kazahokat kirgizeknek nevezték; A. O. Orlovszkij rajza)

1836-ban a legelők igazságtalan elosztása miatt Iszataj Tajmanuli és Mahambet Utemiszuli vezetésével felkelés kezdődött, amit a kozákok 1838-ra vertek le. 1837-ben az utolsó kazah kán, Keneszári Kaszimuli fellázadt az orosz uralom ellen és tízéves függetlenségi harcba kezdett, amely azonban 1847-ben elbukott. 1857-ben az orosz hadsereg újabb felkelést vert le, amelyet Zsankozsa Numuhameduli vezetett.
A 19. század közepén az oroszok Kazahsztánban uralmuk megszilárdítására egy sor erődítményt emeltek, ilyen volt a Novopetrovszkojei erőd a Kaszpi-tenger partján (ma Fort-Sevcsenko), Uralszkoje (ma Irgiz), Orenburgszkoje (ma Turgaj), stb. Ebbe a sorozatba tartozott Vernij 1854-es alapítása, amely mára Almativá fejlődött.

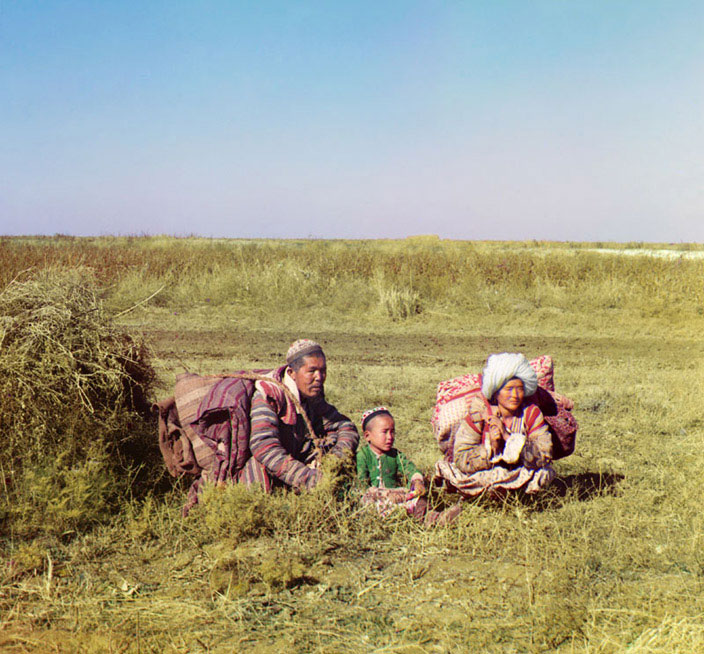
Kazah család (1911-es fotó)

Oroszország 1866-ban elhódította Simkent városát Kokandtól és ezzel a mai Kazahsztán teljes területe orosz uralom alá került. Két évvel később a cári kancellária állami tulajdonba vette valamennyi kazah földet. Ekkortól kezdve megkezdődött az oroszok nagyarányú betelepítése. 1867-ben II. Sándor a szibériai kozákok déli szárnyából létrehozta a verniji központú szemirecsjei kozákságot (Szemirecsje Zsetiszu orosz neve). A betelepített kozákok a cári hatalom legkipróbáltabb eszköze voltak a meghódított keleti régiók pacifikálásában.
1882-ben az addigi Nyugat-szibériai főkormányzóság helyett az Akmolinszki, Szemipalatyinszki és Szemirecsjei területből létrehozták a Sztyeppei főkormányzóságot. Egy 1886-os és egy 1891-es törvény értelmében minden földbirtok az állam tulajdonában volt, de a helyi lakosság ingyenesen használhatta azokat.

Kazahsztán az Orosz Birodalomban

1906—1912 között Pjotr Sztolipin miniszterelnök agrárreformja során Oroszországból mintegy félmillió parasztcsaládot telepítettek át Kazahsztánba a nekik kijelölt földekre; ezekről a területekről a kazahokat kitiltották. 1916-ban a Szemirecsjei terület lakosságának 6%-át tették ki az oroszok, akik azonban a szántóföldek 57,5%-át birtokolták, a kazahoknak 42,3%-kal kellett beérniük.
1907-ben új választási törvényt fogadtak el, amely megfosztotta szavazójogától Szibéria és Közép-Ázsia őslakóit. Egyúttal eltörölték a hadkötelezettségüket is, de amikor kitört az első világháború II. Miklós munkaszolgálatra kötelezte őket a fronton, ami miatt 1916-ban Amangeldi Imanov vezetésével felkelés tört ki Turkesztánban. A kényszermunka elől sok kazah Kínába menekült.

## A bolsevik forradalom és polgárháború
Az 1917-es februári orosz forradalom nyomán II. Miklós cár márciusban lemondott. A szentpétervári Ideiglenes Kormány megalakulása után a birodalom perifériáin is megélénkült a politikai élet. A kazah értelmiség kadetpárti (alkotmányos demokrata) tagjai 1917 júniusában megnyitották az első összkirgiz kongresszust (az Orosz Birodalomban a kazahokat is kirgiznek nevezték), amelyen felvetették hogy a föderatív alapon megszervezett Oroszországban a kirgiz népeknek autonómiát kellene kapniuk és meg kell oldani a földkérdést is. A kongresszus résztvevői megalapították az Alas politikai pártot. A párt vezetői Alihan Bökejhan, az orosz Duma volt képviselője és Ahmet Bajturszinuli, a Kazah újság szerkesztője voltak. Ők és Murzsakip Dulatuli író decemberre összehívták a második kirgiz kongresszust, amin részt vett a kormány által el nem ismert, rövid életű Turkesztáni autonómia vezetője, Musztafa Sokaj. A kongresszus Alas néven kikiáltotta a kazah-kirgiz területek autonómiáját. A kormány, az Alas-Orda 25 helyéből 10-et az oroszoknak és egyéb nemzetiségeknek tartottak fenn. Az Alas-Orda a bolsevik forradalom után a mensevikeket, az oroszországi polgárháborúban pedig a fehéreket támogatta, ezért a bolsevikok győzelme után tagjait agyonlőtték.
A Szir-Darja és a Zsetiszu területén alakult Turkesztáni autonómia szintén szovjetellenes volt, de őket a bolsevikok még az Alas előtt elfoglalták. Ellenük nacionalista gerillamozgalom bontakozott ki, amelynek tagjait a szovjetek baszmacsoknak nevezték.
Eközben Dél-Kazahsztánban 1917 októberében a szentpétervári forradalommal egy időben Taskentben is baloldali fordulat zajlott le. Az év végére sikerült kiszorítaniuk az Ideiglenes kormányt támogató helyi kormányzósági erőket és 1918 elején kikiáltották a Turkesztáni Autonóm Szocialista Szovjet Köztársaságot, amelynek fővárosa Taskent volt, de hozzá tartozott Vernij (amelyet 1921-en átneveztek Alma-atára) is. A Moszkvától teljesen elvágott szovjetköztársaság hamarosan az ellenséges fehérek által ellenőrzött területek gyűrűjébe került és Kolcsak szibériai sikerei során elfoglalták Vernijt is. 1920 elejére azonban a helyzet gyökeresen megváltozott a vörösök javára.

## Szovjet időszak

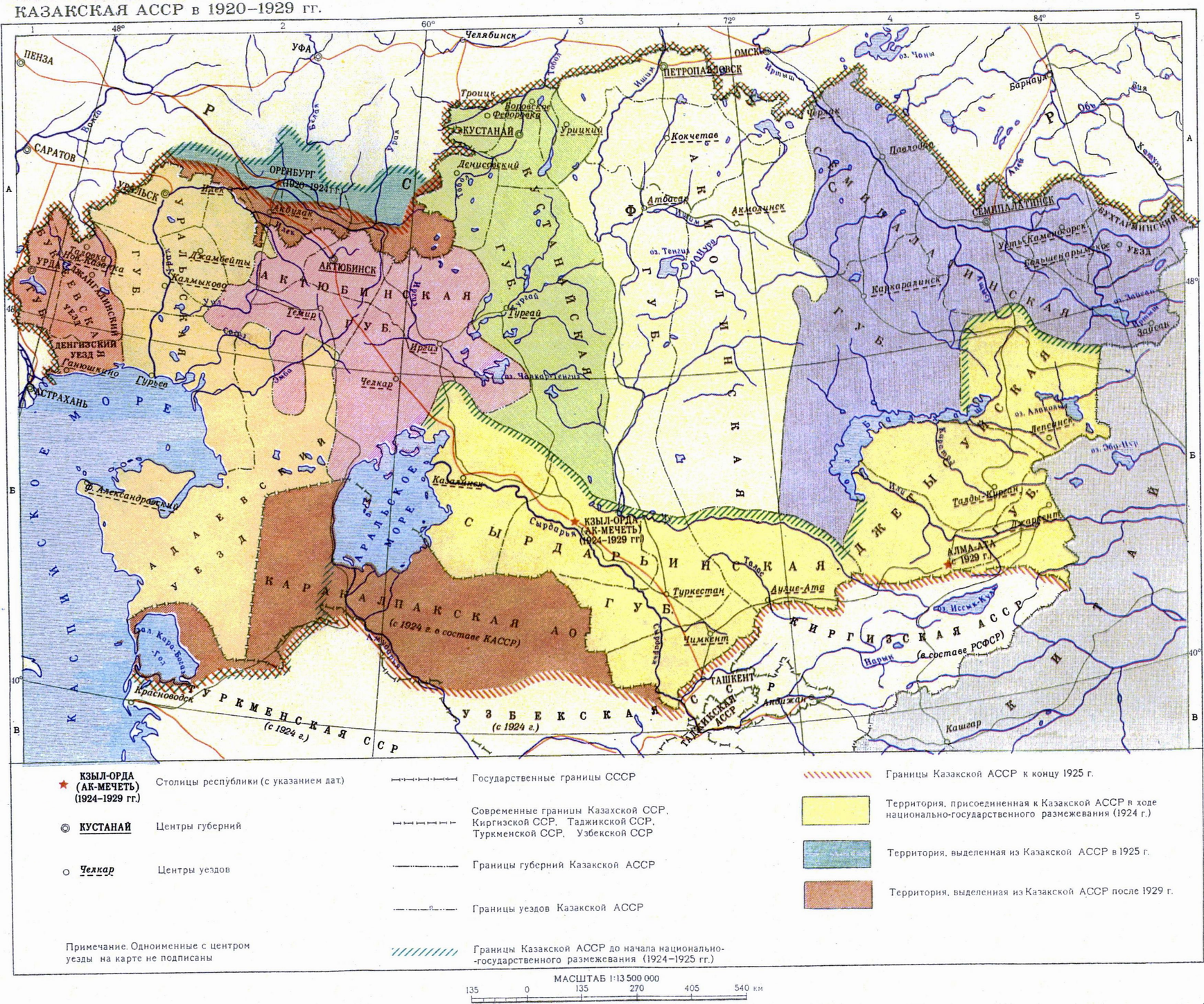
A Kazak ASZSZK

1920. augusztus 26-án Lenin és Kalinyin aláírta a Kirgiz Autonóm Szocialista Szovjet Köztársaság létrehozását előíró dekrétumot. Ennek területe gyakorlatilag a korábban az Alas-Orda által ellenőrzött régiókkal egyezett meg, központja Orenburg volt. 1925-ben átnevezték Kazak Autonóm Szocialista Szovjet Köztársaságra, fővárosát pedig az Urálból a Szir-Darjához, Perovszk (ma Kizilorda) városába helyezték; egyúttal hozzácsatolták a Turkesztáni ASZSZK kazah többségű Szir-darjai és Dzsetiszuji területeit, valamint a Kara-kalpak autonóm területet (amely 1932-ben autonóm köztársaság lett, 1936-tól pedig Üzbegisztán része).
1927-ben a fővárost meg keletebbre, Alma-Atába tették át, Taskentet pedig Üzbegisztán kapta meg (amelynek addig Szamarkand volt a fővárosa). 1932-ben a Kara-Bogaz-öböl teljes partvidékét Türkmenisztánhoz csatolták, annak ellenére, hogy partjain kazah nemzetségek legeltetőhelyei voltak.
A Kazak ASZSZK-t 1936-ban elkülönítették az OSZSZSZK-tól és önálló tagállam lett a Szovjetunión belül, a Kazah Szovjet Szocialista Köztársaság.

### Oktatás, közművelődés

A Kazah SZSZK a Szovjetunióban

Az októberi forradalomig a hivatalos statisztikák szerint az írás-olvasás képessége nagyon alacsony volt a közép-ázsiai népesség körében. Megjegyzendő azonban, hogy a hatóság a cirillbetűs orosz írást vette figyelembe, míg a kazahok hagyományosan arabul írtak. 1897-ben például a Turgaji területen a lakosok 4,5%-a tudott olvasni (a férfiak 7,5%-a és a nők 1,2%-a). A legműveltebb társadalmi csoport az orosz férfiak voltak, de 75%-uk nekik is írástudatlan volt. 1918-ban állami kampány kezdődött az írástudatlanság felszámolására. Már a polgárháború végére 2410 iskola működött Kazahsztánban, ahol 144 ezren tanultak (közülük 21% volt kazah). 1930-ban bevezették az általános tankötelezettséget, a következő évben pedig a városokban legalább hétosztályos iskola elvégzését tették kötelezővé. Megkezdődött a felnőttek írni-olvasni tanítása is. 1935-ben az iskolaköteles korúak 90%-a járt iskolába, bár csak egyharmaduk volt legalább hétosztályos iskola diákja. Kazah nyelvű középiskola ekkor még egyáltalán nem volt.
1928-ban Alma-Atában megnyílt a Kazah Állami Egyetem, emellett állatorvosi, mezőgazdasági, orvosi, kohászati főiskolák alakultak; valamennyiben oroszul folyt a tanítás.
1929-ben megreformálták a kazah írást és az arab írásról áttértek a latin betűsre. 1940-ben a cirillbetűs kazah írást tették kötelezővé. Mivel az arab írást már nem tanították, a kazahok többsége képtelen volt elolvasni az 1929 előtt kiadott nemzeti vagy más török nyelvű irodalmat. Az eloroszosítási politika oda vezetett, hogy sok kazah már csak oroszul beszélt és elvesztette anyanyelvét. 1954 és 1986 között 546 kazah nyelvű iskolát zártak be. 1957-ben egész Alma-Atában csak egy kazah iskola volt. és az egész köztársaságban csak egy kazah nyelvű felsőoktatási szak volt, amelyik tanítónőket képzett a vidéki elemi iskolák számára. A probléma 20 évvel a függetlenség kivívása után is megmaradt, még a köztársasági elnökjelöltek sem voltak képesek letenni egy nyelvvizsgát, még azok sem akik már nem a szovjet nemzedékekhez tartoztak.

### Éhínségek
1919-1922 között – akárcsak Oroszországban – Kazahsztánban is éhínség dúlt. Az aszály miatt eleve rossz volt a termés és a polgárháború miatt azt sem tudták teljesen betakarítani. A bolsevik kormány a hadikommunizmus rendszere alapján kötelező terménybeszolgáltatást rendelt el, először a búzára, majd ezt előbb a burgonyára és a húsra, majd minden mezőgazdasági termékre kiterjesztették. Az éhínségnek különböző becslések szerint 400 ezer – 1 millió halálos áldozata volt.
Az 1930-as évek elején megkezdődött a mezőgazdaság erőszakos kollektivizálása. A nomád és félnomád kazahokat letelepedésre kényszerítették, állataikat nem hajthatták új legelőkre, ami miatt az állatállomány tömegesen hullott (kb. 80%-a pusztult éhen). Ennek következtében a lakosság is élelem nélkül maradt és 1932-1933-ban hatalmas éhínség pusztíttott az országban. A vidéki lakosság 31%-a, mintegy másfél millió ember halt éhen, százezrek pedig Kínába menekültek. 1954-ben Kínában a határ mentén még autonóm körzetet is alapítottak a áttelepült kazahok számára. A hivatalos szovjet népszámlálási adatok szerint 1926-ban a Kazak ASZSZK-ban 3,475 millió kazah élt; 1939-re a számuk 2,327 millióra csökkent.

### Kazahsztáni deportálások
Az 1930-as évek végétől Sztálin elnyomó politikájának következtében egész népeket kezdtek el áttelepíteni és a célterület többnyire Kazahsztán volt: nyugat-ukrajnai és nyugat-belorussziai lengyeleket (1936-tól), távol-keleti és szahalini koreaiakat (1937), a második világháború kitörése után volgai németeket (1941), krasznodari görögöket (1941), észak-kaukázusi karacsajokat és balkárokat (1943), majd csecseneket és ingusokat (1944), grúziai meszheti törököket (1944), krími tatárokat (1944). Az 1930-as évek közepe és az 1940-es évek eleje között a Gulag rendszerébe tartozó kényszermunkatáborokat hoztak létre, az Alzsir női tábort, a Sztyeplagot és a Karlagot, amelyekbe több tízezer (a karagandai Karlag pl. 1949-ben 65 ezer foglyot dolgoztatott) különböző nemzetiségű foglyot szállítottak. Az 1950-es években megkezdték a Szűzföld-programot, amelyben a kazah sztyeppét próbálták szántófölddé változtatni. A kezdeti sikerek után a sorozatos rossz termések miatt a program idővel elhalt, de ettől függetlenül kb. egymillió orosz, ukrán és belorusz nemzetiségű szovjet polgárt költöztettek Kazahsztánba. Mindezek eredményeképpen Kazhasztánban lett a legkisebb a névadó nemzetiség aránya a szovjet tagköztársaságok között. 1959-ben a 9,3 millió lakosból 30% vallotta magát kazahnak (orosznak 40%).

### Iparosítás, atomkísérletek, űrrepülés

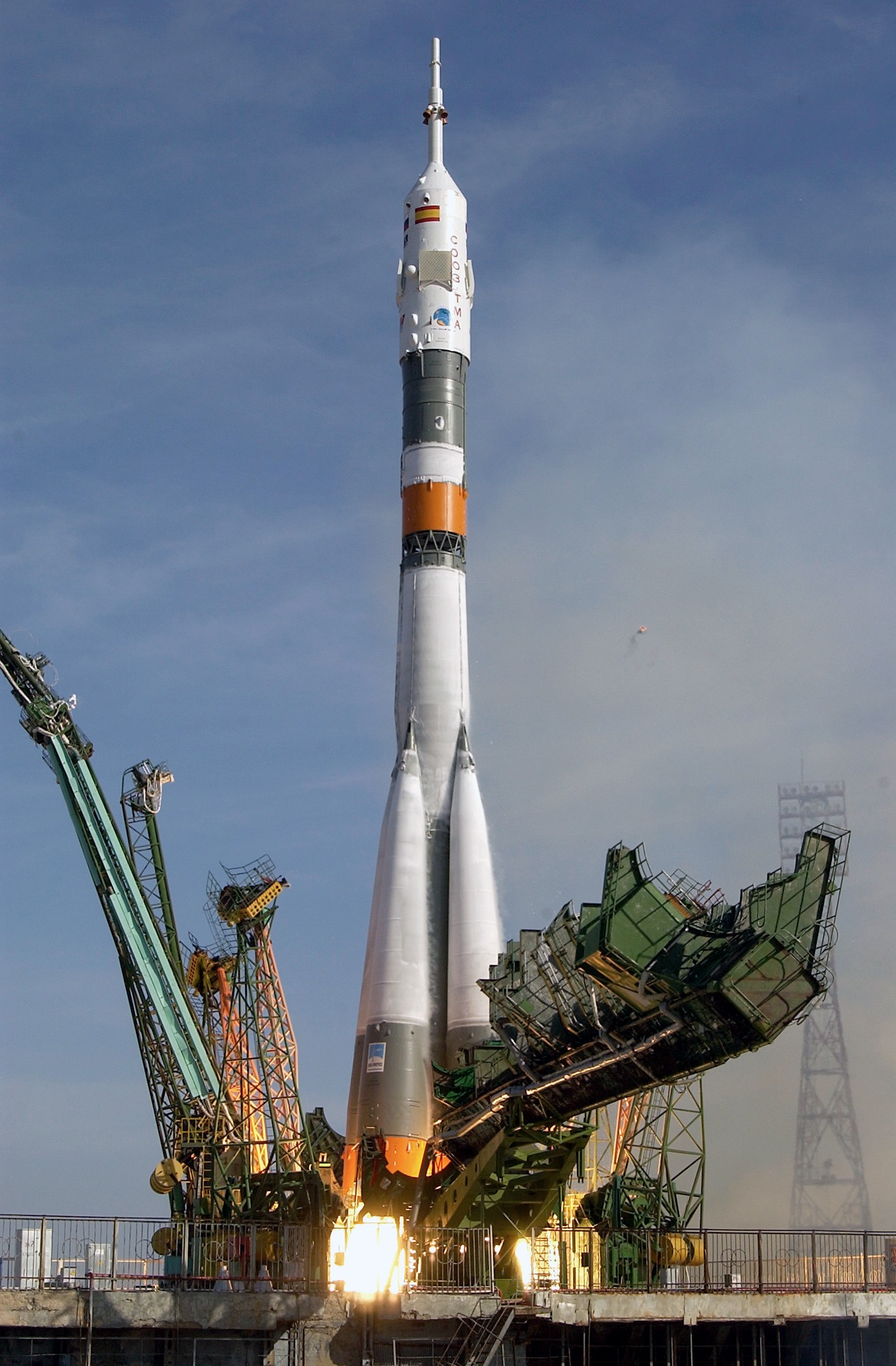
A Szojuz TMA-3 fellövése Bajkonurból

Az 1930-as évek végén megkezdődött a köztársaság erőteljes iparosítása, amely elsősorban a bányaipar fejlesztését jelentette. Kazahsztán vált az orosz ipar egyik legfontosabb nyersanyagellátójává. 1991-ben itt bányászták a teljes szovjet termelés 70%-át ólomból, cinkből, titánból, magnéziumból és ónból; 90%-át foszforból és krómból és több mint 60%-át ezüstből és molibdénből. Ezenkívül jelentős kőolaj-, arany-, urán- és rézkitermelés is folyt.
A második világháború kezdetekor az ország nyugati feléből mintegy 400 gyárat telepítettek át Kazahsztánba, ezek képezték aztán a köztársaság iparának alapját. Ezek kiszolgálására új lakónegyedek, utak, hidak épültek.
A háború után létrehozták a szemipalatyinszki kísérleti telepet, ahol 1949-től kezdődően a Szovjetunió atomfegyvereit tesztelték. 1963-ban felhagytak a felszíni és légi kísérletekkel, de addig a felrobbantott töltetek összereje 2500-szorosan haladta meg a hirosimai atombombáét. Hatalmas területeket borított be a radioaktív csapadék, amely a helyi lakosság körében komoly egészségügyi problémákat okozott. A kísérleti telepet csak Kazahsztán függetlenné válása után zárták be végleg.
1955-ben elkezdődött a bajkonuri katonai kísérleti telep építése, ahol ballisztikus rakétákat teszteltek. Ebből fejlődött ki a világ első űrrepülőtere. 1957-ben innen bocsátották fel a világ első űreszközét, a Szputnyikot; 1961-ben pedig innen szállt fel az első űrhajós, Jurij Gagarin. A későbbiekben Bajkonurból több ezer műholdat és űrhajót szállító rakétát, valamint kísérleti interkontinentális ballisztikus rakétát lőttek fel.
A szovjet hadügyminisztérium számos titkos katonai kísérleti telepet (Szari-Sagan, Omega-2, Terra-3, Emba-5 stb.), stratégiai fontosságú repülőteret és rakétasilót (Kambala, Karasz, Lugovaja, Ucsaral, Csagan, Gyerzsavinszk, Tyura-Tam, Zsangiz Tobe stb.) telepített Kazahsztán területére.
Akmolinszktől 200 km-re felépítették Sztyepnogorszk zárt városát, ahol nukleáris és biológiai fegyverek fejlesztése zajlott. Az Aral-tó Vozrozsgyenyija-szigetén is folytak kísérletek biológiai fegyverekkel.
Közép-Ázsiában a mezőgazdaság jelentős hányadát a gyapottermesztésre állították át, mert a ruházkodási cikkeket kívül a gyapotot felhasználták a rakéták szilárd hajtóanyagának és robbanóanyagoknak a gyártásához is. Az Aral-tavat ellátó Szir-Darja és Amu-Darja vizét a gyapot öntözésére használták fel és a tó vízszintje az 1980-as és 90-es évektől kezdve drasztikusan lecsökkent.

### A Szovjetunió szétesése
1986 december 16-17-én kormányellenes tüntetésekre került sor Alma-Atában, amikor Mihail Gorbacsov – szakítva az íratlan hagyománnyal, hogy a tagköztársaságok élére nemzetiségi politikusok kerülnek – az orosz Gennagyij Kolbint nevezte ki a Kazah Kommunista Párt vezetőjévé. A diáktüntetést katonaság alkalmazásával szétverték, tagjait letartóztatták és kidobták az egyetemekről. Néhány halálos áldozat volt.
1989. június 22-én Kolbint a minisztertanács addigi elnöke, a kazah Nurszultan Nazarbajev váltotta. 1990. április 24-én a köztársaság Legfelsőbb Tanácsa őt választotta Kazahsztán első elnökévé. Az 1991 augusztusi moszkvai puccskísérlet után Nazarbajev kijelentette, hogy kilép a Szovjetunió Kommunista Pártjából. December 1-én általános elnökválasztást tartottak, amelyet Nazarbajev 98,7%-os többséggel nyert meg. Az ország nevét december 10-én Kazah Köztársaságra változtatták (bár az alkotmányba a névváltozás csak 1993-ban került át). A Szovjetunió 1991 decemberi végleges szétesésekor Kazahsztán volt az utolsó tagköztársaság amelyik kinyilvánította függetlenségét és 23-án csatlakozott a helyén létrejövő Független Államok Közösségéhez.

## A független Kazahsztán

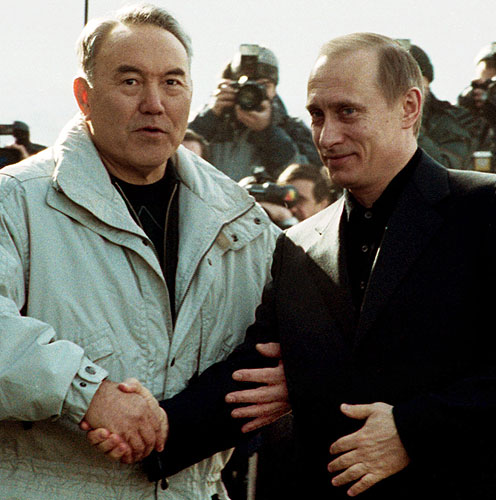
Nazarbajev és Vlagyimir Putyin 2002-ben

Kazahsztánban a többi közép-ázsiai volt szovjet tagköztársasághoz hasonlóan a volt kommunista pártfunkcionáriusok tartották meg a hatalmat és a demokratikus külsőségek megtartása mellett az ellenzék ellehetetlenítésével diktatúrát építettek ki. Az 1993-as kazah alkotmány szerint a minisztertanács és a miniszterelnök kizárólag az elnöknek felelt és a két évvel későbbi új alkotmány megerősítette ezt a berendezkedést. Az ellenzéki pártok működését külön törvények nehezítik. Nazarbajevnek sikerült kivezetnie az ország gazdaságát a Szovjetunió szétesése utáni válságból, amivel jelentős népszerűségre tett szert. 1997-ben a fővárost Almatiból Akmolába (a volt Akmolinszk) költöztették; a várost egyúttal Asztanára („főváros”) keresztelték át, majd 2019 márciusában Nur-Szultánra, lemondásának tiszteletére.
A kazah gazdaság mind exportcikkei felvevőpiacaként, mind beruházóként továbbra is erős függésben van Oroszországtól. Emellett igyekeznek jó kapcsolatokat ápolni másik nagyhatalmi szomszédjukkal, Kínával.
2000-ben Kazahsztán, Oroszország, Fehéroroszország, Kirgizisztán és Tadzsikisztán Asztanában hozta létre az Eurázsiai gazdasági közösséget, amely 2014-ben az Eurázsiai Gazdasági Unióvá fejlődött tovább.

## Fordítás
- Ez a szócikk részben vagy egészben  a(z)   История Казахстана című orosz Wikipédia-szócikk ezen változatának fordításán alapul.  Az eredeti cikk szerkesztőit annak laptörténete sorolja fel. Ez a jelzés csupán a megfogalmazás eredetét és a szerzői jogokat jelzi, nem szolgál a cikkben szereplő információk forrásmegjelöléseként.
- Ez a szócikk részben vagy egészben  a   History of Kazakhstan című angol Wikipédia-szócikk ezen változatának fordításán alapul.  Az eredeti cikk szerkesztőit annak laptörténete sorolja fel. Ez a jelzés csupán a megfogalmazás eredetét és a szerzői jogokat jelzi, nem szolgál a cikkben szereplő információk forrásmegjelöléseként.